# BMW R 6
BMW R 6 – produkowany w 1937 dwucylindrowy (bokser) motocykl firmy BMW. Sprzedano 1850 egzemplarzy w cenie 1375 Reichsmarek. Produkcję zakończono już po roku by wprowadzić model R 61 wyposażony w zawieszenie tylnego koła.

## Konstrukcja
Dwucylindrowy dolnozaworowy silnik w układzie bokser o mocy 18 KM wbudowany wzdłużnie zasilany 2 gaźnikami AMAL M 75/426/S. Suche sprzęgło jednotarczowe połączone z 4-biegową, nożnie sterowaną skrzynią biegów. Oprócz nożnej dźwigni zmiany biegów po lewej stronie motocykla, po prawej stronie zbiornika paliwa znajdowała się pomocnicza dźwignia ręczna. Napęd koła tylnego wałem Kardana. Rama ze spawanych elektrycznie rur stalowych ze sztywnym zawieszeniem tylnego koła. Przednie zawieszenie to widelec teleskopowy z tłumieniem olejowym.  Z przodu i tyłu zastosowano hamulce bębnowe o średnicy 200mm. Dźwignia tylnego hamulca była obsługiwana, podobnie jak w dzisiejszych motocyklach palcami stopy, a nie jak we wcześniejszych konstrukcjach pietą. Prędkość maksymalna 125 km/h.